# Jersey International Tennis Tournament 2009
Il Jersey International Tennis Tournament 2009, noto anche come Caversham Jersey International Tennis Tournament, è stato un torneo professionistico di tennis maschile giocato sul sintetico indoor, che faceva parte dell'ATP Challenger Tour 2009. Si è giocato a Saint Brélade nel Regno Unito dal 9 al 15 novembre 2009.

## Partecipanti

### Teste di serie
| Nazionalità | Giocatore       | Ranking* | Testa di serie |
| ----------- | --------------- | -------- | -------------- |
| Germania    | Florian Mayer   | 63       | 1              |
| Slovacchia  | Karol Beck      | 78       | 2              |
| Finlandia   | Stéphane Robert | 121      | 3              |
| Finlandia   | Jarkko Nieminen | 122      | 4              |
| Svizzera    | Stéphane Bohli  | 148      | 5              |
| Svizzera    | Michael Lammer  | 167      | 6              |
| Regno Unito | Alex Bogdanović | 186      | 7              |
| Romania     | Adrian Ungur    | 191      | 8              |

- Ranking al 2 novembre 2009.

### Altri partecipanti
Giocatori che hanno ricevuto una wild card:
- Colin Fleming
- James Marsalek
- David Rice
- Daniel Smethurst

Giocatori passati dalle qualificazioni:
- Daniel Cox
- Robin Haase
- Henri Kontinen
- Roman Valent

## Campioni

### Singolare
Jarkko Nieminen ha battuto in finale  Stéphane Robert con il punteggio di 4–6, 6–1, 7–5

### Doppio
Frederik Nielsen /  Joseph Sirianni hanno battuto in finale  Henri Kontinen /  Jarkko Nieminen con il punteggio di 7–5, 3–6, [10–2]